# Hessische Zentrale für Datenverarbeitung

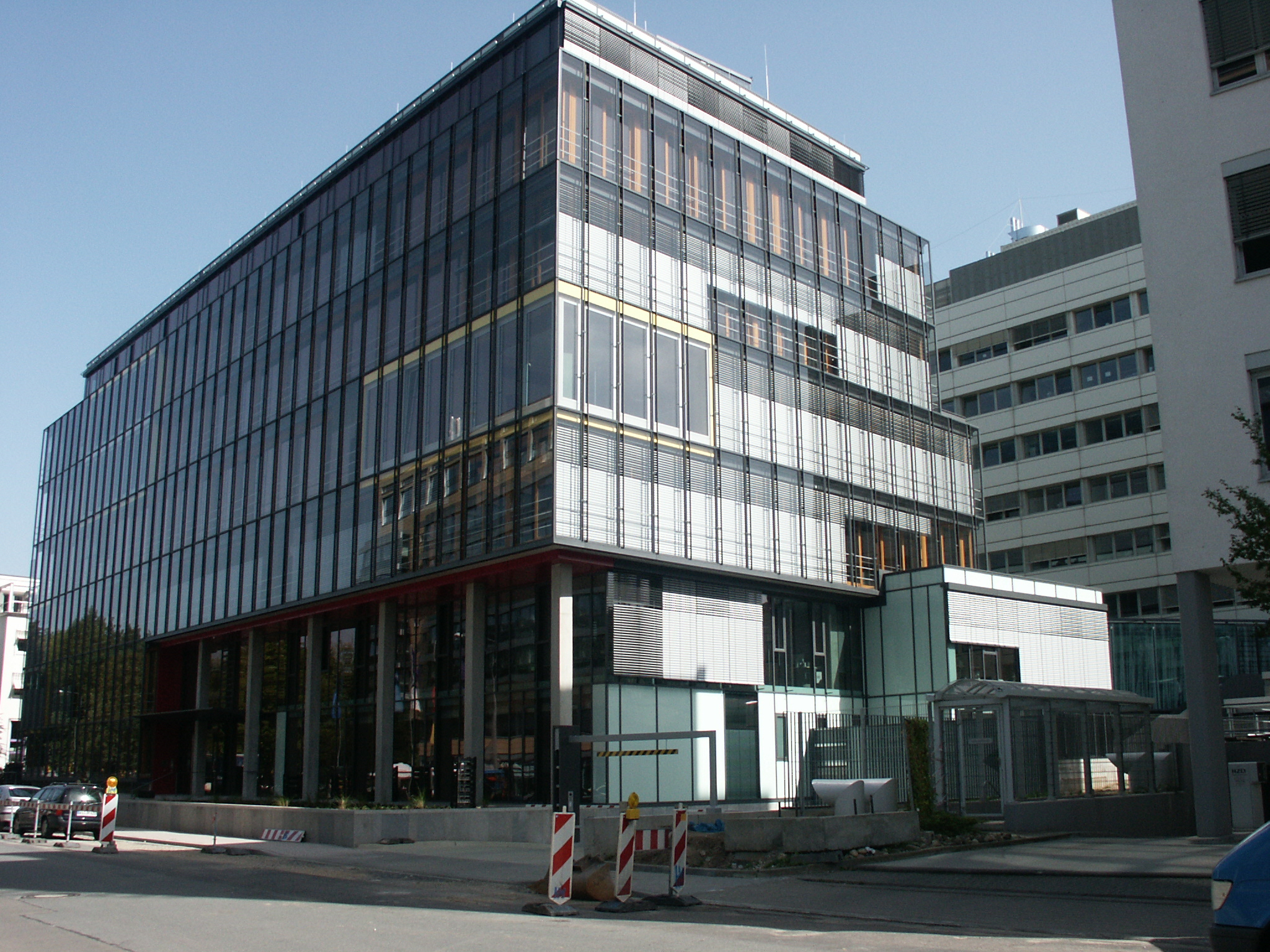
Die Gebäude der Hessischen Zentrale für Datenverarbeitung in Wiesbaden

Die Hessische Zentrale für Datenverarbeitung (HZD) ist der zentrale Full-Service-Provider für die hessische Landesverwaltung bei der digitalen Transformation der Verwaltung. Sie hat ihren Hauptsitz in Wiesbaden und eine Außenstelle in Hünfeld. Zu ihren Aufgaben zählen:
- IT-Lösungen
- Landes-IT-Infrastruktur und IT-Architektur
- Beratung aller Ressorts der hessischen Landesverwaltung rund um Informationssicherheit
- IT-Strategie des Landes Hessen
- zentrale IT-Beschaffung für das Land Hessen
- Schulungen der Landesbediensteten zu IT-Anwendungen und IT-Verfahren
- Qualifizierungs- und Ausbildungsprogramme für Nachwuchskräfte in der Verwaltungs-IT

## Geschichte
1970 trat das hessische Datenverarbeitungsverbundgesetz in Kraft. Ein Kernpunkt war die Gründung der HZD. Durch die in der HZD zusammengefasste landeseigene Informationsverarbeitung wollte das Land den Weg in das „Computer-Zeitalter“ wagen. 1977 wechselte die HZD von der Staatskanzlei in die Dienstherrschaft des Innenministeriums. 1989 wurde die HZD Landesbetrieb nach § 26 der Hessischen Landeshaushaltsordnung. Die Nutzung ihrer Leistungen war damit entgeltpflichtig. Im Gegenzug erhielt die HZD keine Landeszuschüsse mehr. Im Jahr 1990 wurde die Außenstelle in Hünfeld eröffnet, die vor allem für die IT der hessischen Justiz zuständig war und ist. Der Jahrtausendwechsel war stark geprägt durch die Einführung von E-Government in der öffentlichen Verwaltung. 1998 startete das Projekt „Neue Verwaltungssteuerung“, das in den Folgejahren zu umgreifenden Veränderungen in der gesamten Landesverwaltung führte. 2003 wechselte die Dienstherrschaft vom Innenministerium auf das Finanzministerium (HMdF) über. Seit 2006 nimmt die HZD die Aufgabe der zentralen IT-Beschaffungsstelle des Landes Hessen wahr. Neben den umfangreichen Aufgaben, die mit dem Masterplan für die Verwaltungsdigitalisierung verbunden waren, entwickelte sich die HZD seit den frühen 2000er Jahren zunehmend weg von der Rolle als Rechenzentrums- und reiner IT-Dienstleister. Seither versteht sie sich als Full-Service-Provider, der für seine Kunden in der hessischen Landesverwaltung IT-Lösungen anbietet, Hardware bereitstellt, Fachverfahren entwickelt und betreibt sowie zu zahlreichen IT-Themen berät. Auch organisatorisch spiegelt sich die neue Ausrichtung wider: Die HZD richtete zusätzliche Bereiche wie Enterprise Architekturmanagement und Zentrales Projektmanagement ein und rief die Abteilung Landesverfahren als Pendant zu den beiden großen Kundenabteilungen für die Steuer und die Justiz ins Leben. Zu den strategisch wichtigsten Vorhaben der HZD zählt inzwischen neben der fortlaufenden Umsetzung des Onlinezugangsgesetzes die Transformation hin zum Cloud-Anbieter.

## Organisation
Die HZD ist ein Landesbetrieb nach § 26 der Hessischen Landeshaushaltsordnung. Sie untersteht aktuell der Dienst- und Fachaufsicht des Hessischen Ministeriums der Finanzen. Soweit sie Aufgaben der Verwaltung oder der Gerichte und Staatsanwaltschaften wahrnimmt, die nicht zu dem Geschäftsbereich des Hessischen Ministeriums der Finanzen gehören, untersteht sie der Fachaufsicht der dafür zuständigen obersten Landesbehörde. Die HZD wird von einem Direktor oder einer Direktorin geleitet und gerichtlich sowie außergerichtlich vertreten. Die Direktorin oder der Direktor wird von der Technischen Direktorin oder dem Technischen Direktor unterstützt und vertreten. Der Direktion sind drei Bereiche direkt zugeordnet: die Stabstelle Regeleinhaltung und IT-Kooperation KOP-IT, das Informationssicherheitsmanagement und der Bereich Zentrales Projektmanagement. Darunter gliedern sich sieben Abteilungen:
- Kundenmanagement
- Verfahren der Steuerverwaltung
- Landesverfahren
- Verfahren der Justiz
- Rechenzentrum
- Produkte
- Zentralabteilung

## Kooperationen
Viele Verwaltungsaufgaben sind in den Bundesländern grundsätzlich vergleichbar. Auf vielen Gebieten bietet sich deshalb die Zusammenarbeit nach § 91c des Grundgesetzes an. Erst recht seit Beginn der Umsetzung des Onlinezugangsgesetzes wird Verwaltungsdigitalisierung über die Bundeslandgrenzen hinaus gedacht. So entwickelt auch HZD viele ihrer IT-Lösungen mit dem Ziel, dass sie von möglichst vielen Bundesländern nachgenutzt werden können. Als Full-Service-Provider der hessischen Landesverwaltung ist die HZD zudem an groß angelegten Kooperationsvorhaben und bundesweiten IT-Projekten beteiligt wie z. B.:
- Elektronische Aufenthaltsüberwachung (EAÜ) per Fußfessel
- Umsetzung des elektronischen Rechtsverkehrs im sogenannten e²-Verbund
- Betrieb und Entwicklung des elektronischen Wohngeldverfahrens
- Vorhaben Konsens zur Vereinheitlichung der Steuer-IT
- Entwicklung und Betrieb des Spielersperrsystems OASIS

Darüber hinaus ist sie in verschiedensten Gremien wie z. B. der Genossenschaft govdigital oder der Einkaufsgenossenschaft KOP-IT aktiv. Daneben bietet die HZD seit 2018 zur landesweiten Deckung des Personalbedarfs im Bereich IT federführend für das Land ein duales Studium Wirtschaftsinformatik/E-Government und Angewandte Informatik an, wofür ab 2018 eine Kooperation mit der Hochschule RheinMain abgeschlossen wurde. Um das Programm durch räumliche Nähe attraktiver zu machen, wurden mittlerweile auch entsprechende Vereinbarungen mit den Hochschulen in Darmstadt und Fulda abgeschlossen.